# Лендерское сельское поселение
Ле́ндерское сельское поселение — муниципальное образование в Муезерском районе Республики Карелия Российской Федерации.
Административный центр — посёлок Лендеры.

## Население
| 2009  | 2010  | 2012  | 2013  | 2014  | 2015  | 2016  |
| ----- | ----- | ----- | ----- | ----- | ----- | ----- |
| 1918  | ↘1488 | ↘1431 | ↘1382 | ↘1357 | ↘1305 | ↘1221 |
| 2017  | 2018  | 2019  | 2020  | 2021  | 2023  |       |
| ↘1181 | ↘1138 | ↘1111 | ↘1077 | ↘994  | ↘954  |       |

## Населённые пункты
В сельское поселение входят 6 населённых пунктов:
| № | Населённый пункт | Тип населённого пункта | Население |
| - | ---------------- | ---------------------- | --------- |
| 1 | Кимоваара        | посёлок                | ↘64       |
| 2 | Лендеры          | посёлок                | ↘168      |
| 3 | Лендеры          | станция                | ↘47       |
| 4 | Лендеры-1        | посёлок                | ↘988      |
| 5 | Мотко            | посёлок                | ↘114      |
| 6 | Мотко            | станция                | ↗1        |